# Alain Oustaloup
Alain Oustaloup né en 1950, est un chercheur et conférencier français. Son travail se concentre principalement sur la différenciation non entière et plus particulièrement sur son application en automatique avec la Commande Robuste d'Ordre Non Entier.

## Biographie
Titulaire d'un CAP d'électronique et sans obtenir le baccalauréat il intègre l'ENSERB.
Diplômé de l'École nationale supérieure d'électronique, informatique, télécommunications, mathématiques et mécanique de Bordeaux, en 1973. Il obtient le titre de docteur-ingénieur en 1975, ainsi qu'un doctorat en sciences de l'Université Bordeaux-I en 1981.
Il se dirige vers une carrière universitaire de chercheur à Institut polytechnique de Bordeaux où il développera la commande robuste non entière
,,,.

## Distinctions
- Trophée de l'Association française pour la cybernétique économique et technique (AFCET) en 1995 [2].
- Médaille d'argent du CNRS en 1997[2],[3].
- Grand prix Lazare-Carnot[3],[5],[6].